# Hubert Bodhert
Hubert Antonio Bodhert Barrios (ur. 17 stycznia 1972 w Cartagena de Indias) – kolumbijski piłkarz, trener piłkarski, od 2024 roku prowadzi Alianzę Valledupar.
Jego pradziadek pochodził z Niemiec i na początku XX wieku wyemigrował do Kolumbii, by pracować w przemyśle wydobywczym.